# Pièce commémorative de 1 dollar américain pour le bicentenaire d'Abraham Lincoln
La pièce commémorative de 1 dollar américain pour le bicentenaire d'Abraham Lincoln est une pièce commémorative, non circulante, émise par la Monnaie des États-Unis en 2009 et frappée par la Monnaie de Philadelphie.
Elle est autorisée par la Loi 109-285, du 27 septembre 2006, qui prévoit l'émission d'une monnaie en l'honneur du 16e président des États-Unis, Abraham Lincoln (1809-1865), en commémoration du bicentenaire de sa naissance.

## Contexte
Abraham Lincoln est le 16e président des États-Unis de 1861 jusqu'à son assassinat en 1865. Il dirige l'Union pendant la guerre civile américaine pour défendre la nation en tant qu'union constitutionnelle et réussit à vaincre les insurgés de la Confédération, à abolir l'esclavage, à étendre le pouvoir du gouvernement fédéral et à moderniser l'économie américaine. Lincoln est l'un des présidents les plus populaires des États-Unis. Il apparaît sur la pièce de 1 cent et sur le billet de 5 dollars. La capitale du Nebraska, Lincoln, est nommée d'après lui. Il est également l'un des quatre présidents du Mont Rushmore.

## Législation
La loi publique 109-285 demande au Secrétaire au Trésor la frappe de pièces commémoratives afin de célébrer le bicentenaire de la naissance d'Abraham Lincoln, le 12 février 1809. Elle passe et est approuvée par la Chambre des représentants le 6 septembre 2006 et le 8 septembre par le Sénat. Elle est signée par le président George W. Bush le 27 septembre de la meme année.

## Dessin

Sculpture de Daniel Chester French située au Lincoln Memorial, à Washington, qui inspire le portrait d'Abraham Lincoln sur l'avers de la pièce commémorative.

Sur l'avers de la pièce, conçu par Justin Kunz, du programme Artistic Infusion (AIP) et gravé par Don Everhart, est représenté un buste d'Abraham Lincoln inspiré par une sculpture de Daniel Chester French, qui se trouve à l'intérieur du Lincoln Memorial, à Washington. Autour du buste figurent les devises IN GOD WE TRUST et LIBERTY, traditionnelles des pièces américaines, ainsi que la date d'émission de la pièce, 2009,. 

De son côté, le revers, œuvre de la graveuse de la Monnaie des États-Unis, Phebe Hemphill, reproduit les quarante-trois derniers mots du célèbre Discours de Gettysburg, prononcé par Lincoln pendant la Guerre Civile, le 19 novembre 1863 : 

« WE HERE HIGHLY RESOLVE THAT THESE DEAD SHALL NOT HAVE DIED IN VAIN, THAT THIS NATION, UNDER GOD, SHALL HAVE A NEW BIRTH OF FREEDOM AND THAT GOVERNMENT OF THE PEOPLE, BY THE PEOPLE, FOR THE PEOPLE, SHALL NOT PERISH FROM THE EARTH (Nous prenons la ferme résolution que ces morts ne sont pas morts en vain ; que cette nation, sous Dieu, aura une nouvelle naissance de liberté, et que le gouvernement du peuple, par le peuple, pour le peuple, ne disparaîtra pas de la Terre) »

. Le discours est entouré d'une couronne de laurier. En bas, un parchemin porte la signature de Lincoln, ainsi que la valeur faciale de la pièce, ONE DOLLAR et la devise E PLURIBUS UNUM ; et en haut, une légende indique le nom du pays émetteur, UNITED STATES OF AMERICA,.

## Production et vente
La loi autorisant l'émission de cette pièce commémoratives prévoit un tirage maximum de 500 000 exemplaires. La pièce est produite à la Monnaie de Philadelphie et sa mise en circulation est disponible pour acquisition par le public à partir du 12 février 2009, coïncidant avec la date exacte du 200e anniversaire de la naissance de Lincoln.
Sa production est de 127 710 pièces en version brillant universel et de 372 224 en finition belle épreuve, ce qui fait un total de 499 934 exemplaires.
La pièce est mise en vente au prix de 33,95 dollars en version brillant universel et 41,95 dollars en finition belle épreuve. Conformément à la loi autorisant le dollar d'argent commémoratif du bicentenaire d'Abraham Lincoln, les bénéfices réalisés par sa vente ont été destinés à la commission du Bicentenaire d'Abraham Lincoln, pour promouvoir le travail de planification de sa célébration et l'étude continue de la vie de Lincoln.